# Tomás Toribio
Tomás Toribio (Porcuna, Jaén, España, 1756 - Montevideo, 23 de julio de 1810), arquitecto con destacada actuación en la ciudad de Montevideo en la época colonial española.

## Biografía
Egresado de la Real Academia de Bellas Artes de San Fernando con el título de arquitecto en 1785, se desempeñó como conservador del monasterio de El Escorial. También realizó trabajos en Minas Alba (provincia de Toledo) y en Argamasilla de Alba (La Mancha).
Toribio fue enviado en 1796 por orden real a la Banda Oriental, colonia remota pero importante desde el punto de vista estratégico, a cumplir las funciones de proyectar y controlar las construcciones de la ciudad. Es Toribio, el único arquitecto académico de su época en el Río de la Plata, quien culmina las obras de la iglesia de la Inmaculada Concepción y diseña el Cabildo y Reales Cárceles, las realizaciones de mayor relevancia significativa por representar el poder religioso y administrativo. Ambas obras imbuidas de un claro neoclasicismo colonial de arquitectura austera.
También diseñó puestos fijos para la venta de mercancías en la plaza principal, y un sistema para conducir agua desde el Buceo hasta el Cubo del Sur.
Es de mencionar por su singularidad, la vivienda privada de Toribio, levantada en un terreno de apenas 4 varas (3,43 m) de frente, en un pasaje peatonal que daba a una fuente de agua. En 1975 fue declarada Monumento Histórico Nacional. Actualmente, aloja el Museo de la Construcción.
Falleció en Montevideo en 23 de julio de 1810.

## Familia
Su hijo José Toribio iniciaría en 1825 las obras del Hospital de la Caridad, luego Hospital Maciel.